# Південно-Західний ВТТ Дальбуду
Південно-Західний ВТТ Дальбуду (рос. ЮГО-ЗАПАДНЫЙ ИТЛ ДАЛЬСТРОЯ, Юго-Западное ЛО, Юзлаг, Юго-Западное ЛО УСВИТЛа) — табірний підрозділ, що діяв у структурі Дальбуду (рос. Дальстрой).

## Історія
Юзлаг був організований в 1949 році. Управління Юзлага розміщувалося в селищі Сеймчан, Магаданська область. В оперативному командуванні Юзлаг підпорядковувався спочатку Головному управлінню виправно-трудових таборів Дальстрой, а пізніше Управлінню Північно-Східних виправно-трудових таборів Міністерства Юстиції СРСР (УСВИТЛ МЮ) (пізніше УСВИТЛ переданий в систему Міністерства Внутрішніх Справ).
Юзлаг припинив своє існування в 1955 році.

## Виконувані роботи
- робота на копальні ім. 3-ї П'ятирічки ;
- видобуток олова на руднику «Верхньо-Сеймчанський»,
- розширення збагачувальної ф-ки на руднику «Дніпровський»,
- видобуток золота на копальні «Ороек»,
- геологознімальні роботи на території Південно-Західного горничопром. упр., розвідка на родовищах ім. Лазо, ім. Чапаєва, ім. 3-ї П'ятирічки, «Суксукан», «Дніпровське», в тому числі підземні гірничі роботи,
- буд-во Дніпровської ЦЕС, ЛЕП Дніпровський-Хета, автодороги від 286-го км Колимської траси до Дніпровського комб.,
- видобуток олова на руднику «Суксукан» ,
- буд-во рудника та збагачувальної ф-ки «Каньйон», цеху з переробки кобальтових концентратів на Верхньо-Сеймчанському комб.,
- видобуток кобальту на Верхньо-Сеймчанському комб.,
- робота на оловозбагачувальних ф-ках № 2 і 3 рудника ім. Лазо та № 8 Дніпровського рудника, на копальні «Хета», у розвідувальних р-нах «Чагидан» і «Балигичан» ,
- лісо — і дровозаготівлі, сінозаготівлі,
- обслуговування автотракторного парку.